# Leptidea amurensis
Leptidea amurensis es una especie de mariposa de la familia Pieridae. Se encuentra en el oeste de Siberia, hasta la región de  Ussuri, en Corea del Norte, China, Mongolia y Japón.
Las larvas se alimentan de Hedysarum, especies de Lupinus y .

## Subespecies
- Leptidea amurensis amurensis
- Leptidea amurensis emisinapis
- Leptidea amurensis jacutia
- Leptidea amurensis japana